# Суцел
Суцел (Sucellus, Succellos) је поштовано божанство старих Келта.
Његово име значи "онај који добро удара". Претпоставља се да је бог пољопривреде и шума. Његов тачан значај није у потпуности прецизан.
Приказиван је као висок и брадат мушкарац, који у једној руци, углавном левој, носи маљ. Суцелов маљ има многоструко значење; може бити тумачен као оружје, или обична пољопривредна алатка. Сматра се заштитником виноградара јер је по миту он створио грожђе и вино. 
Његова жена, Нантосвелта сматрана је богињом дома и сигурности. Суцел је углавном приказиван са њом.